# اسکول لارجر
اسکول لارجر (انگلیسی: Skol) شرکت نوشیدنی اسکاتلندی است، که در سال ۱۹۵۹ تأسیس شد.